# Cirera d'Amunt
Cirera d'Amunt és una masia situada al poble de Lladurs, al municipi del mateix nom, al Solsonès.